# Zarina Diyas
Zarina Diyas (Almati, 18 de outubro de 1993) é uma tenista profissional cazaque.

## WTA finais

### Simples: 1 (1 vice)
| Legenda                                      |
| -------------------------------------------- |
| Grand Slam (0–0)                             |
| WTA Tour (0–0)                               |
| Tier I / Premier Mandatory & Premier 5 (0–0) |
| Tier II / Premier (0–0)                      |
| Tier III, IV & V / International (0–1)       |

| Títulos por Piso |
| ---------------- |
| Duro (0–1)       |
| Grama (0–0)      |
| Saibro (0–0)     |
| Carpete (0–0)    |

| Posição | N. | Data            | Campeonato                 | Piso | Oponente        | Placar        |
| ------- | -- | --------------- | -------------------------- | ---- | --------------- | ------------- |
| Vice    | 1. | 12 Outubro 2014 | WTA de Osaka, Osaka, Japão | Duro | Samantha Stosur | 6–7(7–9), 3–6 |